# キリストの捕縛

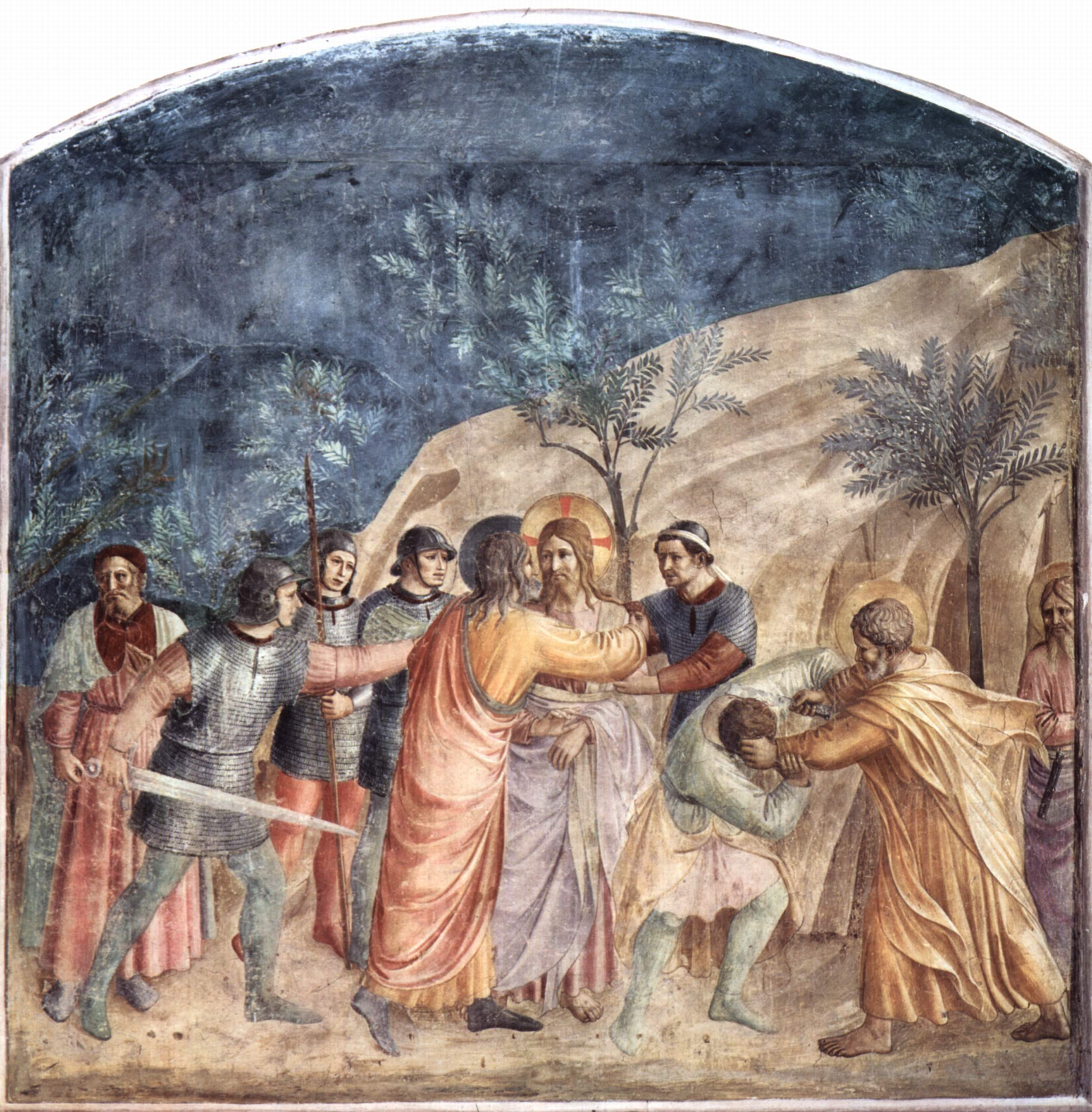
フラ・アンジェリコ『イエスの捕縛』

キリストの捕縛（キリストのほばく）は、救世主イエス・キリストが十字架にかけられるために逮捕されたことである。

## 経緯
自分が捕らえられて十字架にかけられることを知っていたイエスは、ゲツセマネの園で祈っていた。三度祈って確信を得たイエスは自ら捕らえられるために進んでいった。
その時、イエスを捕らえるために祭司長と長老たちと神殿の番兵（神殿警察）とさらに、ローマ兵も加わっていた。彼らは、イエスを逮捕するために裏切ったイスカリオテのユダの先導によって集団で訪れた。
暗い中でもイエスを捕縛できるように、口付けをするという合図が決められていた。
先にイエスが「だれを捜すのか」と尋ねたが、「ナザレ人イエスを」と彼らは答えた。それに対して、「それは、わたしです」と答えた。この言葉を聞いて彼らは後ずさりして、地に倒れた。
ユダが集団の中から出て、イエスに元に行き、挨拶して合図の口付けをした。そのユダに「友よ何のために来たのか」と尋ねた（マタイによる福音書26章50節）。
イエスの弟子の一人が、剣を抜いて大祭司のしもべを切りつけて、耳を切り落とした。それを、イエスは制して、剣を収めさせた。そして、耳を切り落とされたしもべをいやされた。
イエスが語っている間に、弟子たちは逃げ出した。そして、イエスは自らを明け渡して、裁判を受けるために、連行されていった。